# Electromureș
Electromureș este o companie producătoare de echipamente electronice din România.
S-a născut în urma transformării din Cooperativa Ciocanul, fondată în 1949, și a fost una de referință în regimul comunist.
În anul 1998, firma italiană TRI.O.M SpA di CAMBIANO a achiziționat pachetul de acțiuni transformând-o în societate privată.
Din cei peste 8.900 de angajați pe care compania îi avea în 1989, în anul 2006 au mai rămas doar 300.